# Александер Шаленберг
Александер Шаленберг (на немски: Alexander Schallenberg) е австрийски дипломат, политик и канцлер на Австрия (януари - март 2025). От 11 октомври 2021 г. той поема управлението от неговия предшественик Себастиан Курц, който подава оставка заради обвинения в злоупотреби, корупция и даване на подкупи. Шаленберг е член на Австрийската народна партия. Тъй като разполага с голям опит, той подпомага дейността на младия канцлер, който го издига за министър на външните работи.
През декември 2021 г. съобщава, че ще се оттегли от поста Федерален канцлер на Австрия, след като разбира, че неговият предшественик Себастиан Курц подава оставка и като ръководител на Австрийската народна партия. Шаленберг продължава да бъде външен министър на Австрия в кабинета на наследника си – Карл Нехамер.